# 6707 Shigeru
6707 Shigeru eller 1988 VZ3 är en asteroid i huvudbältet som upptäcktes 13 november 1988 av de båda japanska astronomerna Kazuro Watanabe och Masayuki Yanai vid Kitami-observatoriet. Den är uppkallad efter Shigeru Nakano.
Asteroiden har en diameter på ungefär 3 kilometer.